# Cupa Mitropa 1932
Competiția a fost câștigată de AGC Bologna prin abandonul Juventus-ului.

## Echipele participante pe națiuni
| Austria      | SK Admira Viena First Vienna FC 1894         |
| Ungaria      | Ferencvaros TC Budapesta Ujpest TE Budapesta |
| Cehoslovacia | AC Sparta Praga SK Slavia Praga              |
| Italia       | Juventus Torino AGC Bologna                  |